# راشل پارک (نیوجرسی)
راشل پارک (به انگلیسی: Rochelle Park) شهری در ایالت نیوجرسی کشور ایالات متحده آمریکا است که جمعیت آن در سرشماری سال ۲۰۱۰ میلادی، ۵٬۵۳۰ نفر بوده‌است.